# 平潭澳前机场
平潭澳前机场是一个已在规划中的机场，选址由民航设计部门通过专项规划确定。设置一处基地型通用机场，满足通用航空发展的需要。中国民航总局已经正式公布，在福建省建立4个支线机场，其中一个在海坛岛，定位为4C级的临海机场，规划可停放波音737飞机，已经启动前期工作。